# Ergastolo (film)
Ergastolo è un film del 1952 diretto da Luigi Capuano.

## Produzione
La pellicola è una commistione tra due filoni molto popolari in quegli anni tra il pubblico italiano: quello dei melodrammi sentimentali, comunemente detto strappalacrime (in seguito ribattezzato dalla critica con il termine neorealismo d'appendice) e quello poliziesco.

## Cast
La pellicola annoverava nel cast, anche se non accreditata, nel piccolo ruolo della figlia di Tina Pica, anche Wilma Montesi, una ragazza romana, aspirante attrice, che poco meno di un anno dopo l'uscita del film, l'11 aprile 1953, venne ritrovata morta nella spiaggia di Torvaianica, vicino a Roma, dando vita a quello che fu probabilmente il caso di cronaca nera italiano più famoso degli anni cinquanta, il Caso Montesi, che ebbe una grande eco nei mass-media, a causa del coinvolgimento di alcune importanti personalità politiche dell'epoca.

## Colonna sonora
Le canzoni sono cantate da Nilla Pizzi, Gino Latilla e Antonio Basurto.

## Distribuzione
Il film venne distribuito nelle sale cinematografiche italiane il 19 maggio del 1952.

## Accoglienza
Il film incassò 223.000.000 di lire dell'epoca.